# 勁量公園球場
勁量公園球場（英語：Energizer Park）是一座位於美国密蘇里州圣路易斯的專用足球場，可以容納22,423人，是美國職業足球大聯盟球隊聖路易城及MLS Next Pro球隊聖路易城二隊的主場。場館於2022年11月完工，並於2023年3月迎來首場MLS比賽。

## 歷史
2016年初，美國職業足球大聯盟（MLS）開始在圣路易斯市中心尋找合適的場地建造一座專業足球場，其中一個被考慮的地點包括聖路易斯公羊隊的球場，但該隊最終遷回洛杉磯。同年2月17日，一群當地商界人士組成名為「MLS2STL」的探索小組，旨在為聖路易斯引進一支美職聯球隊。這個小組的成員包括：聖路易紅雀總裁比爾·德威特三世（Bill DeWitt III），UniGroup總裁吉姆·鮑爾（Jim Powers），聖路易藍調首席執行官克里斯·齊默曼（Chris Zimmerman），聖路易足球俱樂部老闆吉姆·卡瓦諾夫（Jim Kavanaugh）和安海斯-布希的前總裁大衛·皮科克（Dave Peacock）。11月18日，一項耗資2億美元的球場建設方案正式公布，該方案計劃在密蘇里州交通部擁有的30英畝（約12公頃）土地上建造球場。
2016年2月，MLS開始尋找在聖路易斯市中心建造足球場的地點。同年11月，一個由當地商界人士組成的團體提出一項耗資2億美元的體育場提案，其中包括8000萬美元的公共資金。然而，這一提案遭到了時任州長Eric Greitens的反對，他稱之為「百萬富翁的福利」。
2017年4月，這項提案在公投中以53%對47%的結果被否決，這一結果幾乎扼殺了聖路易斯獲得MLS特許經營權的希望。然而,2018年10月，一個新的擁有集團「MLS 4 The Lou」宣布一項新的提案，這個集團由企業控股有限公司（Enterprise Holdings, Inc.）的創始人泰勒家族和World Wide Technology的CEO吉姆·卡瓦諾夫（Jim Kavanaugh）領導，與之前的提案不同新的提案不需要任何公共資金，體育場將由球隊私人擁有和資助。
2019年8月20日，MLS宣布批准聖路易斯市成為聯盟的第28支球隊，預計在2023賽季加入聯盟，體育場建設於2020年2月開始。
2022年2月，體育場與康西哥公司（Centene Corporation）簽訂為期15年的合作協議，並命名為康西哥體育場（Centene Stadium）。然而同年10月，康西哥退出命名權贊助，體育場更名為城市公園球場（CityPark）。
城市公園球場於2022年11月16日正式開放，首場比賽是聖路易斯市二隊與德甲球隊利華古遜的友誼賽。2023年3月4日，聖路易城進行他們的首場MLS主場比賽，對陣夏洛特FC。

## 設計
城市公園球場的主要特點設位於地面以下40英尺（12米）的草坪，周圍有兩層共22,423個座位（還可額外增加2,500個座位），頂部覆蓋著透明塑料遮蓋物，可阻擋惡劣天氣同時吸收觀眾的聲音，避免在球場上形成陰影。每個座位距離球場不超過120英尺（37米），是美國職業足球大聯盟中距離球場最近的體育場地之一。此外這個體育場還設有一個可容納超過3,000名站立觀眾的支持者區，三個指揮台看台，一個長達257英尺（78米）的一體化懸掛系統，一個供鼓樂隊在比賽期間演奏的鼓臺，以及一個專用的支持者酒吧。

## 外部連結
- 官方网站